# Anguilla bicolor
Anguilla bicolor — вид вугроподібних риб родини вугрових (Anguillidae).

## Поширення
Вид поширений в узбережних водах Індійського та на заході Тихого океанів, у річках Південної та Східної Азії, Західної Австралії та Східної Африки. 

## Біоморфологічна характеристика
Має довге та вузьке тіло до 123 см завдовжки.

## Підвиди
- Anguilla bicolor bicolor, відомий як «вугор короткоплавцевий індонезійський».[2]
- Anguilla bicolor pacifica, відомий як вугор короткоплавцевий індійський.[3]